# 우크라이나인
우크라이나인(우크라이나어: українці 우크라인치[ukrɑˈjinʲtsʲi][*])는 우크라이나의 주요 민족이며, 동슬라브족에 속해 있다. 우크라이나인은 러시아, 폴란드, 몰도바, 벨라루스와 슬로바키아, 발트 3국, 중앙아시아 5개 공화국에 많은 수가 거주한다.
루소-우크라이나인은 우크라이나 동부의 우크라이나인들을 말한다. 문화적으로나 언어적으로는 러시아인들과 거의 비슷함에 가깝다.
거의 대부분의 우크라이나인들은 러시아 제국과 소비에트 연방 지배의 영향으로 러시아어를 많이 이해한다. 일부는 벨라루스어도 사용하는 자들도 있다.

## 거주국가
- 우크라이나: 3800만 명
- 러시아: 500만 명
- 미국: 150만 명
- 캐나다: 130만 명
- 몰도바: 60만 명
- 폴란드: 30만 명
- 슬로바키아: 20만 명
- 아르헨티나: 20만 명
- 브라질: 20만 명

## 종교
거의 대부분이 우크라이나 정교회를 믿는다. 종교에는 가톨릭교(주로 그리스 가톨릭교), 개신교를 믿는 사람도 더러 있다.

## 같이 보기
- 우크라이나의 인구